# صحافة المغامرة
صحافة المغامرة هو مصطلح يشير إلى التقارير الإعلامية التي لا يتم عملها من خلال الأخبار أو الإصدارات الصحفية، ولكن من خلال المراسلين الصحفيين أو وكالات الأنباء بناءً على المصادر الصحفية المتطورة. وصحافة المغامرة، والتي ترتبط بتقارير «النقل من موقع الأحداث مباشرة» و«تقارير السبق الصحفي»، تؤدي إلى مغادرة الصحفي لمكتبه والابتعاد عن وسائل صناعة الأخبار التقليدية. كما أنها تنتقي كذلك بعض السمات التقليدية لتقارير التحقيقات الجيدة، مثل قراءة الوثائق.
ولا تشتمل صحافة المغامرة على التقارير التي تعتمد بشكل خاص على الإصدارات الصحفية أو المؤتمرات الصحفية. وفي المقابل، تشتمل هذه الأنواع من التقارير على الروايات الإخبارية التي يكشف عنها الصحفي بنفسه، والكثيرون يشيرون إلى ذلك باسم «السبق الصحفي». إن تقارير المغامرة تتجاوز مجرد رفع التقارير بالأحداث، بل تكشف عن القوى التي تشكل تلك الأحداث.
ومن خلال إدراك جوهر صحافة المغامرة، بدأت ولاية فيلاديلفيا في تطبيق برنامج منح صحافة المغامرة. وقد قام معمل جيه لاب (J-Lab) بتطوير برنامج جوائز لتقارير المغامرة تهدف إلى المساعدة على إنشاء مشروعات المغامرة واكتشاف خيارات التعاون بين المناطق، مما يؤدي إلى زيادة عدد الصناع والموزعين الجدد.

## وصلات خارجية
- Enterprise journalism is not a commodity
- Enterprise Journalism Cartoon
- Making enterprise journalism “web reader” friendly
- Enterprise Journalism on Facebook